# Ida Wolff
Ida Wolff (* 28. Oktober 1893 in Brieg, Regierungsbezirk Breslau; † 17. November 1966 in Berlin), geborene Pohl, war eine Berliner Politikerin (SPD). Sie begründete nach dem Zweiten Weltkrieg gemeinsam mit Louise Schroeder und Franz Neumann wieder die Arbeiterwohlfahrt (AWO) in Berlin. Außerdem war sie Abgeordnete des Abgeordnetenhauses von Berlin.

## Leben
Ida Pohl besuchte die Volksschule und anschließend eine hauswirtschaftliche Ausbildung in der Wirtschaftsschule Peterswaldau. Sie arbeitete dann als Buchbinderarbeiterin und später als Verkäuferin. Im Jahr 1918 heiratete sie Carl Wolff, drei der vier Söhne fielen im Zweiten Weltkrieg.
Wolff war ab 1912 in der Gewerkschaft tätig und trat 1918 auch der SPD bei. Sie absolvierte eine Ausbildung bei der Arbeiterwohlfahrt und wurde anschließend Fürsorgerin beim Jugendamt. Sie wurde bald darauf in den Bezirksvorstand Breslau und in den Parteivorstand der SPD in Mittelschlesien gewählt. Außerdem wurde sie zur Stadtverordneten in Brieg gewählt, und sie war Abgeordnete des Provinziallandtags.
Während des Nationalsozialismus wurden sie und ihr Mann verhaftet. Nach ihrer Freilassung gelang ihr die Flucht nach Berlin, wo sie sich in Kreuzberg niederließ. Nach Kriegsende unterstützte sie die Neugründung der SPD und zusammen mit Louise Schroeder und Franz Neumann die AWO in Berlin. Bei den ersten freien Wahlen 1946 wurde sie in die Kreuzberger Bezirksverordnetenversammlung und in die Stadtverordnetenversammlung von Berlin gewählt. Später war sie Mitglied im Abgeordnetenhaus von Berlin und gehörte auch dem SPD-Landesvorstand an.

## Ehrungen
- 1958: Großes Verdienstkreuz des Verdienstordens der Bundesrepublik Deutschland[1]
- 1963: Stadtälteste von Berlin
- 1997: Benennung Ida-Wolff-Platz in Berlin-Kreuzberg